# Coalición por la Defensa de la República
La Coalición por la Defensa de la República (en francés: Coalition pour la Défense de la République, CDR) fue un partido político ruandés de extrema derecha que tomó una función importante en incitar el genocidio ruandés.

## Historia
El CDR fue fundado en 1992 y dirigido inicialmente por Martin Bucyana hasta su asesinato el 22 de febrero de 1994. El partido estaba aliado con el partido gobernante Movimiento Republicano Nacional por la Democracia y el Desarrollo (MRNDD), y utilizaba el eslogan "Mube maso" ("¡Cuidado!"), que significaba que los hutus debían tener cuidado o los tutsis los gobernarían como en el pasado. A diferencia del MRNDD, el CDR no aceptó los Acuerdos de Arusha ni la Declaración de Ética. Por lo tanto, fue excluido del Gobierno de Transición de Base Amplia. Jean-Bosco Barayagwiza, miembro fundador del CDR, fue condenado por el Tribunal Penal Internacional para Ruanda por varios cargos relacionados con el genocidio y otros crímenes contra la humanidad.
El CDR se negó a actuar dentro del Estado de derecho o a cooperar con otros partidos políticos ruandeses a los que se oponía. El CDR tenía un ala paramilitar, el Impuzamugambi, que provocó repetidamente enfrentamientos violentos con miembros de otros partidos a los que se oponía, utilizando granadas de mano y bombas en dichos enfrentamientos, y sirvió como uno de los escuadrones de la muerte que masacraron a los tutsis en el genocidio ruandés.

## Ideología
El CDR apoyó los principios desarrollados por el supremacista del poder hutu Hassan Ngeze, denominados los Diez Mandamientos Hutu. Los mandamientos reivindicaban la supremacía de los hutus en Ruanda, exigiendo el liderazgo exclusivo de los hutus sobre las instituciones públicas y la vida pública de Ruanda y la completa segregación de los hutus de los tutsis, así como la completa exclusión de los tutsis de las instituciones públicas y la vida pública.
Los Mandamientos declaraban que cualquier forma de relación entre hutus y mujeres tutsis estaba prohibida y que cualquier hutu que "se casara con una mujer tutsi", "se hiciera amigo de una mujer tutsi" o "empleara a una mujer tutsi como secretaria o concubina" era un "traidor" al pueblo hutu. Denunciaba a los tutsis como "deshonestos" en los negocios cuyo "único objetivo es la supremacía de su grupo étnico"; y declaraba que cualquier hutu que hiciera negocios con un tutsi era un traidor al pueblo hutu. Los mandamientos declaraban que "los hutus deben dejar de tener piedad de los tutsis" y se referían a los tutsis como "enemigo común".
El CDR se oponía a la democracia. Fue rechazado por otros partidos de la oposición como participante legítimo, que afirmaban que el CDR carecía de valores democráticos.